# Мережа Хаккані
Угруповання Хаккані — велика самостійна терористична організація в Афганістані, яка в союзі з «Талібаном» веде партизанську боротьбу проти урядових сил, а також військ США та інших країн НАТО. Засновником екстремістського руху був релігійний діяч Мавлаві Джалалуддін Хаккані.
У 1980-х роках, під час свого створення, «Мережа Хаккані» вела боротьбу проти радянського контингенту в Афганістані. Ідеологією організації є націоналізм і релігійний радикалізм. Після виходу радянських військ з країни, «Мережа Хаккані» увійшла в союз з терористичним рухом Талібан. Вони разом прагнули демонтувати світські порядки і встановити владу шаріату по всій країні.
В середині 1990-х років, коли Талібан захопив більшу частину Афганістану, лідер організації Джалалуддін Хаккані зайняв провідні посадові місця в уряді радикальних ісламістів. Він володів високим ступенем впливу в політичному житті терористичної держави. Його підтримували не тільки місцеві племена, але також іноземні спонсори. Тим більше що у Хаккані були тісні контакти з міжнародним терористичним рухом «Аль-Каїда», а саме під час свого перебування, він був особисто знайомий з Усамою бен Ладеном. Ці дві терористичні групи мають серйозну координацію між собою і прагнуть до ведення так званого глобального джихаду проти іновірців.
Глава екстремістської мережі Джалалуддін Хаккані був великим і небезпечним діячем в міжнародному русі ісламістів. Його бійці причетні не тільки до запеклої збройної боротьби, але також вони допомагали видатним членам Аль-Каїди бігти в Пакистан після приходу в країну міжнародних сил на чолі з США .
Незважаючи на загибель засновника угруповання Хаккані в 2018 році, екстремісти з цієї організації продовжують здійснювати криваві вилазки і влаштовувати великі теракти на території Афганістану. Вони ведуть традиційний для партизан асиметричний вид збройної боротьби, що ускладнює успіх в ліквідації цього руху. Угруповання контактує і координує свої дії не тільки з місцевим Талібаном, але також з іноземними терористичними організаціями і бандформуваннями, такими як Джаїш-е-Мухаммад, Лашкар-Тайба, Ісламський рух Узбекистану. Цей факт говорить про міжнародну спрямованість «Мережі Хаккані», що створює серйозну загрозу безпеці країнам Центральної Азії та Південної Азії.
На даний момент терористичне угрупування очолює син загиблого Хаккані — Сираджуддін. Організація базується на кордоні з Пакистаном (при цьому глава МВС Пакистану Рехман Малік заперечує думку ЦРУ про те, що Пакистан створив, підтримує і тренує цю терористичну мережу). За оцінкою військового командування США, являє найбільшу загрозу[уточнити] .